# Хозяйственные товарищества и общества
Хозяйственные товарищества и общества — коммерческие организации с разделённым на доли (вклады, акции) учредителей (участников) капиталом (складочным для товариществ, уставным для обществ).

## Формы хозяйственных обществ
Хозяйственные общества создаются в формах:
- акционерное общество (публичное, ранее известное в России как "открытое", или непубличное, ранее известное как "закрытое");
- обществ с ограниченной ответственностью;
- товарищество с ограниченной ответственностью (существовали в России до декабря 1994);
- общество с дополнительной ответственностью (выделялись в России до 1 сентября 2014).

## Формы хозяйственных товариществ
Хозяйственные товарищества создаются в форме:
- полных товариществ;
- товариществ на вере.

## Дополнительное чтение
- Наталья Круглова. Хозяйственное право. — Litres, 2018-01-25. — 1102 с. — ISBN 978-5-04-029116-8.